# حبیب تجلی
حبیب‌الله تجلی سیفی (زاده ۱۳۲۷ تبریز) فیزیکدان و استاد دانشگاه ایرانی است.

## زندگی‌نامه
تجلّی در سال ۱۳۲۷ در تبریز به دنیا آمد و از سال ۱۳۴۳ تحصیلات کارشناسی خود را در رشته فیزیک دانشگاه تبریز، آغاز کرد. پس از آن با مدرک کارشناسی ارشد فیزیک اتمی-مولکولی از داشگاه تبریز فارغ‌التحصیل شد و از سال ۱۳۵۱ در دانشگاه یورک انگلستان، در گرایش لیزر به تحقیق و تحصیل پرداخت و در سال ۱۳۵۶ شمسی دانشنامه دکتری خود را، با ارائهٔ رساله‌ای تحت عنوان «اسپکتروسکوپی مواد جامد لیزرزا»، با درجه عالی دریافت نمود.
تجلی پس از بازگشت به کشور اولین دوره تحصیلات تکمیلی اپتیک و لیزر ایران را در دانشگاه تبریز ارائه داد.

### تحصیلات
- کارشناسی, فیزیک، دانشگاه تبریز 1347[۲][۱]
- کارشناسی ارشد، فیزیک، دانشگاه تبریز 1351[۲][۱]
- دکترا، فیزیک لیزر، دانشگاه یورک، انگلستان 1356[۲][۱]

##### سوابق اجرایی
- معاون دانشکده علوم دانشگاه تبریز ۱۳۵۸/۷/۱ تا 1360/7/1[۲]
- معاون پژوهشی دانشگاه دانشگاه تبریز ۱۳۶۸ تا 1371[۲]
- رئیس پژوهشکده فیزیک کاربردی و تحقیقات ستاره‌شناسی دانشگاه تبریز ۱۳۷۷ تا 1387[۲]
- رئیس مرکز تحقیقات بیوفوتونیک دانشگاه آزاد اسالمی واحد تبریز ۱۳۹۷ تابه حال[۲]
- رئیس ستاد ملی سال جهانی نور[۴]
- مدیر مسئول نشریه انجمن اپتیک و فوتونیک ایران[۵]
- عضو هیئت مدیره انجمن فیزیک ایران[۳]
- عضو فرهنگستان علوم[۳]
- رئیس واژه گزینی فرهنگستان ادب فارسی[۳]
- عضو انجمن اپتیک آمریکا[۳]
- عضویت در هیئت امنای دانشگاه محقق اردبیلی اردبیل[۳]

## افتخارات
- فیزیکدان پیشکسوت 1401[۶][۷][۸][۹]
- استاد و محقق نخبه کشور 1393[۳]
- استاد نمونه کشور و استاد نمونه آموزشی دانشگاه[۳]
- پژوهشگر نمونه استان و دانشگاه تبریز[۳]